# Spaceport America
Sân bay vũ trụ Mỹ (Spaceport America, tên trước đây là Trạm không gian khu vực Tây Nam) là một sân bay vũ trụ nằm trong lưu vực del Jornada Muerto sa mạc ở tiểu bang New Mexico, Hoa Kỳ. Nó có cự ly 90 dặm (140 km) phía bắc của El Paso, 45 dặm (72 km) phía bắc của Las Cruces, 30 dặm (48 km) về phía đông của Truth or Consequences. Spaceport America chính thức được mở cửa ngày 18 tháng 10 năm 2011.
Sân bay vũ trụ  này do công ty Virgin Galactic của tỷ phú người Anh Richard Branson đầu tư xây dựng. Công ty Virgin Galactic hy vọng có thể thực hiện các chuyến bay thử nghiệm vào cuối năm 2012 và bắt đầu các chuyến bay thương mại ngay sau đó. Công ty vẫn đang phải chờ giấy phép thương mại từ Cục Hàng không Liên bang Mỹ. Hơn 450 khách hàng đã mua vé du lịch vũ trụ, trong đó có 150 người đến tham dự lễ khai trương sân bay hôm 18/10/2011. 
Sân bay vũ trụ này có đường băng dài hơn 3 km và bao gồm cả nhà chứa tàu vũ trụ, trung tâm điều khiển và khu vực chuẩn bị cho khách du lịch. 
Công ty Virgin Galactic phải mất 6 năm mới đạt được sự đồng thuận từ giới chức New Mexico về việc xây dựng sân bay này. Đây được xem là một dấu mốc lớn trên con đường biến giấc mơ du lịch vũ trụ thành hiện thực.
Sau khi có thông báo của hống đốc bang Richardson và thông báo của Sir Richard Branson của rằng Virgin Galactic sẽ chọn New Mexico làm nơi đóng trụ sở chính của công ty này, thống đốc và các cơ quan lập pháp New Mexico đã ban hành luật cho phép xây dựng sân bay vũ trụ thương mại đầu tiên trên thế giới vào năm 2006. Trạm không gian này được đặt tên là Sân bay vũ trụ Mỹ.
Công tác xây dựng các trạm phóng tạm thời đầu tiên tại địa điểm này bắt đầu vào ngày 04 tháng 4 năm 2006 Những hoạt động sớm của trạm không gian sử dụng cơ sở hạ tầng tạm thời này, một số của nó vay mượn từ White Sands Missile Range láng giềng. Đầu năm 2007, trạm không gian là vẫn còn trong quá trình xóa bỏ thói quan liêu và là vẫn còn ít hơn ", một ô tông kích thước 100 foot (30 m) x 25 foot (7,6 m)," một phần của các thiết bị khởi động cho người thuê nhà ra mắt đầu tiên của trạm không gian, UP Aerospace Ngày 03 Tháng Tư năm 2007, các cử tri ở nước láng giềng quận Dona Ana đã được phê duyệt, theo trưng cầu, thuế trạm không gian. Tuy nhiên, huyện trạm không gian có thể chưa được tạo ra và thuế chưa thu thập được cho đến khi hạt có chứa trạm không gian, quận Sierra, đã chấp thuận cuối cùng. Những hình ảnh đầu tiên của Cơ sở Hangar trạm không gian sau đó kế hoạch Terminal (HTF) đã được phát hành trong đầu tháng 9 năm 2007.